# Benno Strandt

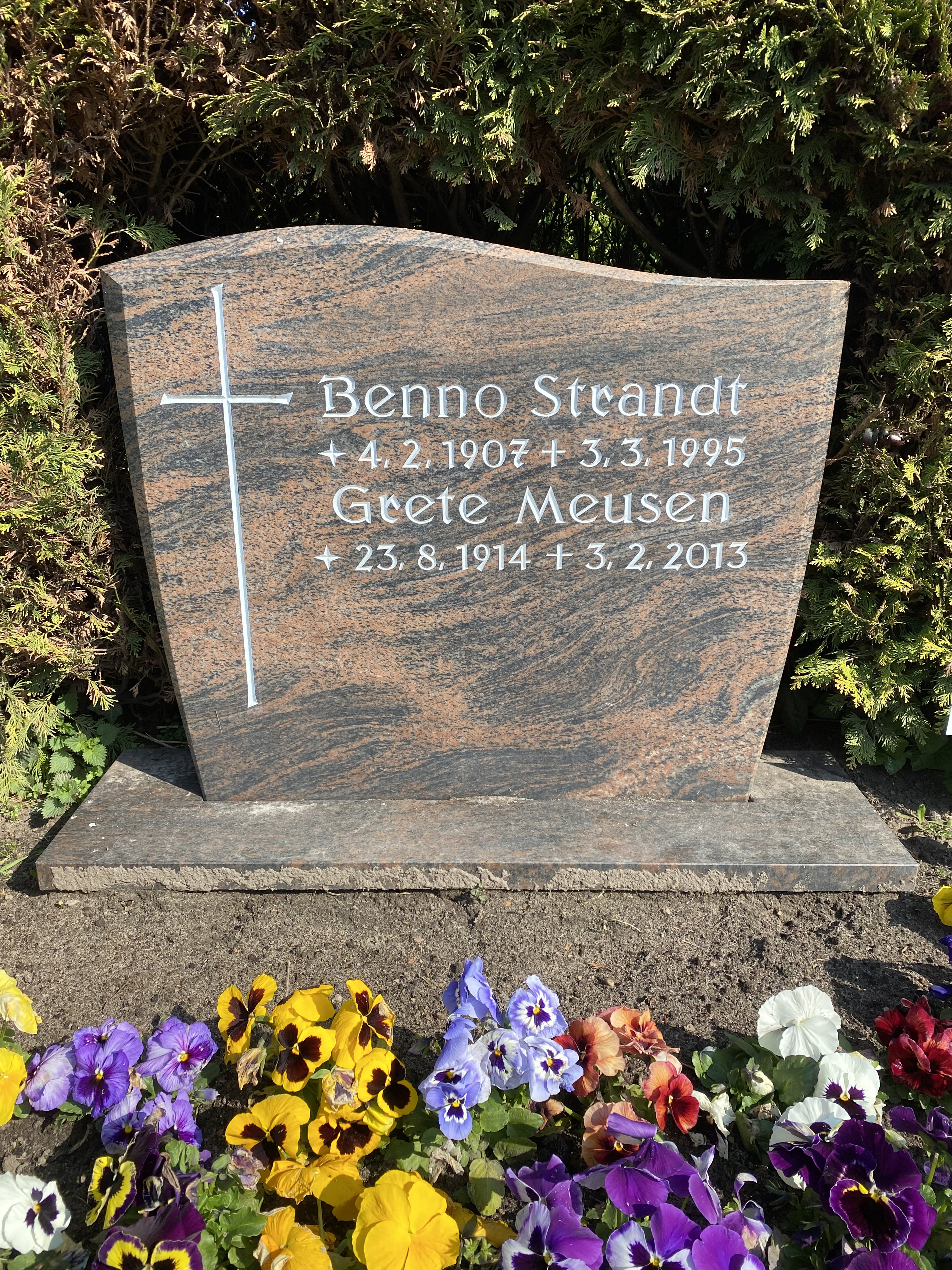
Grabstätte auf dem Neuen Friedhof Finkenwerder

Benno Strandt (* 4. Februar 1907 in Finkenwerder; † 3. März 1995 in Hamburg), bekannt als „der textende Taxifahrer“, war Dichter, Autor und Texter für Lieder, Gedichte und Geschichten in Plattdeutsch, Hochdeutsch und Missingsch. Seine größten Erfolge hatte er mit den Texten, die er für und mit Richard Germer als Komponist und Interpret verfasste. „Gor nich um kümmern“, „Hering und Makrele“ und „Sowas Dummes“ sind nur einige seiner in das „Hamburger Liedgut“ übergegangenen Werke.
Außerdem schrieb er für Heidi Kabel, Dieter Hallervorden, Maria und Margot Hellwig, Henry Vahl, Fips Asmussen und Heino.
Benno Strandt verstarb im Alter von 88 Jahren und wurde auf dem Neuen Friedhof Finkenwerder beigesetzt.

## Bibliographie
- Mal was zum lachen in Hoch und Platt (Gedichte) im Bobeck Verlag/Hamburg
- Hüt lacht wi doröber! (Biografische Geschichten) im Bobeck Verlag/Hamburg
- Benno's Hamborger Üm-Dreihbook (Gedichte) 4. Auflage: im Bobeck Verlag/Hamburg
- Benno's tweetes Üm-Dreihbook (Gedichte) 2. Auflage: im Bobeck Verlag/Hamburg